# Canon Type 14 10 cm
Le canon Type 14 10 cm (十四式十糎加農砲, Jyūyon-shiki Kanōhō) était un canon de calibre moyen totalement conçu et fabriqué au Japon et le premier à recevoir un affut biflèche . La dénomination Type 14 indique que ce canon fut adopté par l'Armée impériale japonaise la 14e année du règne de l'Empereur Taishō, soit  1925 dans notre calendrier grégorien. Utilisé par l'Armée japonaise, il fut considéré comme inefficace et rapidement remplacé par le canon Type 92 10 cm.

## Histoire & développement
En s'appuyant sur les rapports de ses attachés militaires, dépêchés sur le front européen de la Grande Guerre, exposant les nouvelles tactiques d'artillerie,  le commandement japonais  empressa  son bureau d'étude technique  à commencer à moderniser  son artillerie. Une des premières priorités fut le développement de pièces d'artillerie de calibre moyen mais avec une grande puissance de feu à l'image des canons de 75 mm européens. Néanmoins, le Japon manquait d'experts techniques et d'infrastructures industrielles pour développer ces armes. De ce fait, les premiers prototypes désignés canon Type 7 10 cm (1918) et "canon Type 12 10 cm (1923) furent rejetés car insatisfaisants.
Cependant le bureau technique de l'armée, en reprenant les avancées techniques et en s'appuyant sur l'architecture des canons contemporains tels que ceux de Schneider, conçut un nouveau prototype  qui fut finalement accepté par l'Armée. Ce canon entra en service en 1925 sous la désignation "Type 14 10 cm". La production totale fut limitée à 64 exemplaires en raison de contraintes techniques et budgétaires.

## Conception
Le canon Type 14 10 cm possédait une architecture similaire au canon type 38 10 cm, qui est lui était basé sur un concept de 1905 du fabricant allemand Krupp. Il est cependant remarquable que ce fut le premier canon entièrement conçu au japon. Et détail notable, le premier canon japonais à avoir été équipé d'une culasse à filetage interrompu, d'un système d'amorti du recul hydropneumatique, d'un affut biflèche.
Ce canon pouvait tirer tous les obus de 105 mm de l'époque :
- Obus explosifs avec  fusée percutante ou fusante M88
- Obus chimiques avec  fusée percutante ou fusante M88
- Obus anti-blindage
- Obus fumigène avec  fusant (délai programmable) .
- Obus à shrapnell avec  fusant (délai programmable) .
- Obus incendiaire avec fusant (délai programmable) .

Le Type 14 a été conçu pour pouvoir être tracté par un équipage de 8 chevaux. Cependant, en 1931 un tracteur spécifique avec un moteur de 50 ch fut dessiné, ce qui améliora grandement sa mobilité, même si la vitesse de pointe était de 8 km/h.

## Engagements
Le Type 14 souffrait d'un manque de précision et de portée, et fut donc considéré comme inefficace.  Les unités produites furent mises en réserve et en dotation pour les unités d'entrainement au Japon. Il ne fut jamais déployé hors du territoire national même lors de la Seconde Guerre mondiale.